# André Gaudin
Pour les articles homonymes, voir Gaudin.

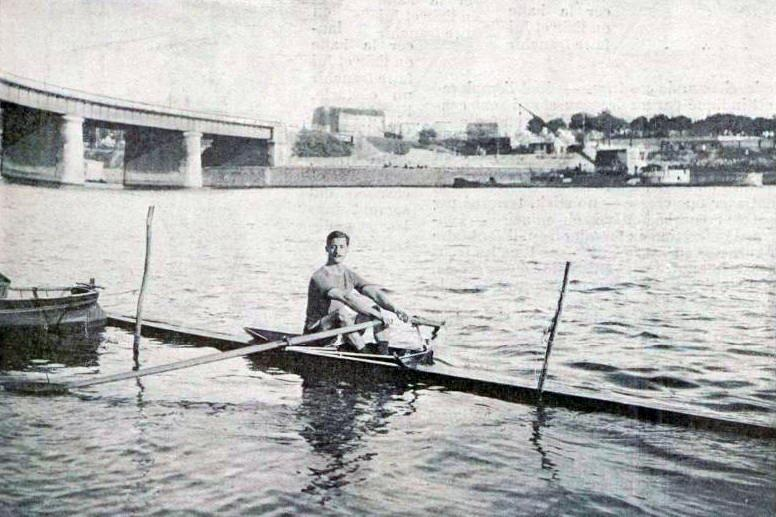
André Gaudin, de la Société nautique de Basse-Seine, champion d'aviron en skiff de la Seine en 1899.

Charles André Gaudin, né le 1er février 1875 à Levallois-Perret et mort le 19 avril 1926 à Paris,, est un rameur français.

## Biographie
En 1891, il est Champion des Écoles de la discipline, alors qu'il étudie à Condorcet. En 1892, il se présente aux Championnats de France Juniors, étant licencié désormais à la Société nautique de la Basse-Seine. Son entraîneur n'est autre que son propre père, Paul Gaudin, vice-président du Cercle nautique de France. En 1898 et 1899, il est champion de skiff de Paris,.
Il est médaillé d'argent en huit aux Championnats d'Europe d'aviron 1900 à Paris

## Palmarès
- Jeux olympiques d'été de 1900 à Paris
  -  Médaille d'argent en skiff
- Championnats d'Europe d'aviron 1900 à Paris
  -  Médaille d'argent en huit
- Championnats de la Seine d'aviron
- Médaille d'or en skiff en 1898 et 1899

## Liens  externes
- Ressources relatives au sport :   - CIO
  - Fédération internationale des sociétés d'aviron
  - Olympedia